# Łatowicze
Łatowicze (biał. Латавічы; ros. Латовичи) – chutor na Białorusi, w obwodzie grodzieńskim, w rejonie oszmiańskim, w sielsowiecie Żuprany.

## Historia
W czasach zaborów folwark szlachecki w gminie Kucewicze, w powiecie oszmiańskim, w guberni wileńskiej Imperium Rosyjskiego. W 1866 roku liczył 21 mieszkańców w 1 domu. W 1905 roku liczyła 54 mieszkańców, 155 dziesięcin należał do Czapskich.
W latach 1921–1945 folwark a następnie kolonia leżała w Polsce, w województwie wileńskim, w powiecie oszmiańskim, w gminie Polany a następnie w gminie Kucewicze.
W 1931 wieś w 11 domach zamieszkiwało 89 osób.
Wierni należeli do parafii rzymskokatolickiej w Żupranach. Miejscowość podlegała pod Sąd Grodzki w Oszmianie i Okręgowy w Wilnie; właściwy urząd pocztowy mieścił się w Żupranach.
Po II wojnie światowej w granicach Związku Sowieckiego. Do 1961 roku w sielsowiecie Powiaże, następnie wszedł w skład sielsowietu Żuprany. Do 1988 roku w sielsowiecie Polany. Od 1991 w niepodległej Białorusi.